# Abrud-Sat, Alba
Abrud-Sat este o localitate componentă a orașului Abrud din județul Alba, Transilvania, România.

## Istoric
Pe Harta Iosefină a Transilvaniei din 1769-1773 (Sectio 136), localitatea apare sub numele de „Abrudfalva”.

## Demografie
La recensământul din anul 2002 avea o populație de 920 locuitori.